# Бызова, Злата Николаевна
Зла́та Никола́евна Бы́зова (29 марта 1927, Ленинград — 8 августа 2013, Малая Вишера, Новгородская область) — советская и российская художница, живописец, член Санкт-Петербургского Союза художников (до 1992 года — Ленинградской организации Союза художников РСФСР).

## Биография
Родилась 29 марта 1927 года в Ленинграде. В 1950 году поступила на первый курс живописного факультета Ленинградского института живописи, скульптуры и архитектуры имени И. Е. Репина. Занималась у Петра Белоусова, Леонида Худякова, Василия Соколова, Александра Зайцева.
В 1957 году окончила институт по мастерской Бориса Иогансона с присвоением квалификации художника живописи. Дипломная работа — картина «Первые дни организации колхоза» (находится в Научно-исследовательском музее Академии художеств в Петербурге). В этом же году картина демонстрировалась в Русском музее на выставке ленинградских художников и в Третьяковской галерее в Москве на Юбилейной Всесоюзной художественной выставке.
С 1957 года участвовала в выставках, экспонируя свои работы вместе с произведениями ведущих мастеров изобразительного искусства Ленинграда. Писала жанровые композиции, портреты, пейзажи, натюрморты, этюды с натуры. В 1960 была принята в члены ленинградского отделения Союза художников РСФСР по секции живописи. В 1959 вышла замуж за сокурсника по институту В. В. Фоменко.
Наиболее ярко живописное дарование Бызовой раскрылось в серии провинциальных портретов-типов, а также в многочисленных староладожских этюдах 1960—1970-х годов, созданных на творческой базе ленинградских художников в Старой Ладоге. В дальнейшем в работах усиливается декоративность и графичность живописи, локальность цвета и условность композиции. Среди произведений, созданных Бызовой, картины «Первые дни организации колхоза» (1957), «Серебристый день», «Ладога», «Сумерки» (все 1958), «Большая вода», «Старая Кинешма» (обе 1959), «Возвращение» (1959), «Весна» (1960), «Зима на Волхове», «Апрель», «Берёзки», «Строители ГЭС», «Зима в Старой Ладоге» (все 1961), «На Волховстрой» (1964), «Соревнование пахарей» (1975), «Весенние заботы», «После работы» (обе 1978), «Весенний день у полустанка» (1980), «Ивушка» (1981) и другие. В 1989—1992 годах работы Бызовой с успехом были представлены на выставках и аукционах русской живописи L' Ecole de Leningrad во Франции.
Произведения З. Н. Бызовой находятся в музеях и частных собраниях в России, Финляндии, Германии, Франции и других странах.

## Выставки
- 1957, Ленинград: 1917—1957. Юбилейная выставка произведений ленинградских художников, посвящённая 40-летию Великой Октябрьской социалистической революции.
- 1957, Москва: Всесоюзная художественная выставка, посвящённая 40-летию Октябрьской революции.
- 1958, Москва: Всесоюзная художественная выставка 1958 года «40 лет ВЛКСМ».
- 1958, Москва: Всесоюзная выставка дипломных работ студентов художественных вузов СССР выпуска 1957 и 1958 годов.
- 1958, Ленинград: Осенняя выставка произведений ленинградских художников.
- 1960, Ленинград: Выставка произведений художников — женщин Ленинграда в ознаменование 50-летия Международного женского дня 8 Марта.
- 1960, Ленинград: Выставка произведений ленинградских художников 1960 года в ЛОСХ.
- 1960, Ленинград: Выставка произведений ленинградских художников в Государственном Русском музее.
- 1960, Москва: Советская Россия. Республиканская художественная выставка 1960 года.
- 1961, Ленинград: Выставка произведений ленинградских художников 1961 года.
- 1964, Ленинград: Ленинград. Зональная выставка произведений ленинградских художников 1964 года.
- 1975, Ленинград: Наш современник. Зональная выставка ленинградских художников 1975 года.
- 1978, Ленинград: Осенняя выставка произведений ленинградских художников 1978 года.
- 1980, Ленинград: Зональная выставка произведений ленинградских художников 1980 года.
- 1994, Санкт-Петербург: Выставка «Этюд в творчестве ленинградских художников 1940—1980 годов» в Мемориальном музее Н. А. Некрасова.